# Murder Mystery 2
Murder Mystery 2 è un film del 2023 diretto da Jeremy Garelick sequel del film del 2019 Murder Mystery diretto da Kyle Newacheck.

## Trama
Quattro anni dopo la loro scappatella a Montecarlo, Nick e Audrey Spitz sono investigatori privati a tempo pieno. Accettando l'invito del loro amico, Vikram "The Maharajah" Govindan, a partecipare al suo matrimonio sulla sua isola privata, sperano che la loro associazione con lui conferisca credibilità professionale alla loro agenzia investigativa in fallimento.
Lì incontrano la fidanzata francese di Vik, Claudette Joubert, il suo civettuolo socio in affari Francisco Perez, la sua ex fidanzata contessa Sekou e la sua dama di compagnia Imani, la sua reticente sorella Saira e il loro vecchio amico colonnello Ulenga (a cui ora manca il braccio sinistro) dopo aver salvato Vik da un attentato a Mumbai.
Al matrimonio, Audrey nota una figura ammantata che segue l'elefante di Vik. Un cadavere cade dall'elefante e si scopre essere la guardia del corpo di Vik, Lou. Nick sospetta che sia un diversivo e osserva il rapimento di Vik da parte di una figura misteriosa. Rendendosi conto di essere ancora una volta intrappolati in una cospirazione, la coppia determina che devono essere stati coinvolti almeno due autori: uno per creare il diversivo e l'altro per rapire Vik.
La mattina dopo, al gruppo si unisce una squadra di detective professionisti guidati dall'ex negoziatore di ostaggi dell'MI6 Connor Miller. Il rapitore chiama e incarica Nick di consegnare un riscatto di 70 milioni di dollari all'Arco di Trionfo a Parigi in cambio di Vik.
In viaggio verso Parigi, Miller porta Nick e Audrey al punto di scambio. I rapitori costringono la coppia a salire su un furgone sotto la minaccia delle armi. All'interno, la coppia li combatte, finendo con i rapitori morti e il furgone che si schianta contro il Café Procope. Si rendono conto di essere incastrati per il rapimento di Vik con filmati di Nick che corre fuori dalla tenda brandendo un coltello; Miller arriva e chiarisce che il filmato è un deepfake. Dopo aver preso la valigetta dei soldi e aver chiesto loro di incontrarlo al La Madeleine, Miller viene apparentemente ucciso quando la sua macchina esplode. Una figura misteriosa ruba la valigetta, solo per esserne derubata quando investita da un camion.
Con l'assistenza dell'ispettore Laurent de la Croix, la coppia rintraccia il camion fino a un castello di campagna dove subiscono un'imboscata da parte di Sekou e Imani, che insistono di non essere i rapitori e vogliono solo i soldi. Sekou spara a Imani e tenta di uccidere la coppia, ma viene lei stessa uccisa da un Imani morente. Nick e Audrey scappano e chiamano de la Croix e gli altri, chiedendo che Vik venga portato al ristorante Le Jules Verne alla Torre Eiffel. Vik appare all'appuntamento, legato a un giubbotto esplosivo. Nick sostiene che l'assassino non metterebbe mai a repentaglio il riscatto. Come prevede, il conto alla rovescia della bomba viene sospeso e appare Miller, la mente del rapimento; aveva simulato la sua morte nascondendosi in una camera di titanio a prova di bomba all'interno dell'auto pochi istanti prima dell'esplosione. Tenta di uccidere il gruppo, ma Audrey si aggrappa alla sua imbracatura e viene trascinata all'ultimo piano.
Nick li insegue, sottomette gli uomini di Miller e distrugge il detonatore. Miller lancia Audrey, che è ancora collegata alla sua imbracatura, giù dalla torre. I due uomini si impegnano in un combattimento corpo a corpo, culminato con Nick che apre la valigetta e disperde i soldi nel vento. Audrey riappare e aiuta Nick a legare l'imbracatura di Miller al meccanismo dell'ascensore della torre, gettandolo nelle pale del rotore del suo elicottero di fuga, che esplode e si schianta contro la Senna.
Tornando al ristorante, Audrey scambia la mano oscurata di Saira per sangue, ma Saira insiste che si sia spalmata l'henné durante il trambusto. Audrey si rende conto che Saira non era presente quando l'elefante di Vik è stato introdotto alla cerimonia del ricevimento e ricorda che la figura ammantata che ha ucciso Lou aveva una macchia di henné bagnata sui vestiti. Saira è il secondo cospiratore; era sconvolta dal fatto che i genitori di Vik gli avessero dato il controllo esclusivo dell'attività e in precedenza aveva tentato di uccidere Vik a Mumbai. Esposta, Saira tenta di sparare a Vik ma è protetto da Ulenga, poi Claudette la mette fuori combattimento con la valigetta.
Concluso il trambusto, Vik e Claudette decidono di fuggire e dare 10 milioni di dollari a Nick e Audrey. Durante una luna di miele in Grecia, vengono avvicinati sotto la minaccia delle armi dal loro pilota di elicottero; ruba i milioni e salta fuori dall'elicottero, lasciandoli a lottare per i comandi.

## Produzione
Le riprese principali sono iniziate nel gennaio 2022 alle Hawaii e si sono concluse nell'aprile dello stesso anno a Parigi.

## Promozione
Il primo trailer del film è stato pubblicato il 30 gennaio 2023.

## Distribuzione
Il film è stato distribuito il 31 marzo 2023 sulla piattaforma Netflix.